# Conexión Asturias
Conexión Asturias es un magazín informativo que emite la Televisión del Principado de Asturias (TPA), producido por Zebrastur, y que ofrece reportajes en directo relacionados con la actualidad y costumbres de Asturias. Inició sus emisiones el 23 de junio de 2006 y se mantiene hasta la actualidad. 
Juan Luis Mas fue su primer presentador, acompañado de los reporteros Marco Rodríguez, Ana Blanco, María del Cueto, Vanessa del Rosal, y Salomé Vega, siendo la coordinadora del programa Cecilia Carvallo,  el guionista Marcelino Rodríguez y el realizador Carlos Ibarbia.  Tras él, María del Cueto que presentó el espacio durante 5 años de lunes a viernes.Todos ellos lograron que Conexión Asturias fuese galardonado en 2007 como mejor programa del 2006 a juicio de la Asociación de Telespectadores y Radioyentes de Asturias (ATR Asturias).
El 16 de mayo de 2011 estrena un plató de 300 m² en un estudio ubicado en el Centro de Enseñanza y Producción Audiovisual de Olloniego.
El 28 de agosto de 2012 Conexión Asturias Fin de semana, presentado por Sonia Fidalgo, dijo adiós a sus telespectadores, regresando al lugar desde el que se realizó la primera conexión del programa, San Antolín de Ibias.
En la actualidad, María Blanco es el presentadora, tomando el relevo de Eduardo Naves, Susana Castañón y José Ángel Leiras. Conexión Asturias se emite de lunes a viernes de 19:30 a 20:30 de la tarde.

## Reporteros
Cuenta con varios reporteros que cada día se desplazan por la geografía del Principado para acercar a todos los asturianos las noticias de su tierra.
- Sergio Rodríguez
- Edu Naves
- Pilar Nachón
- Gabi Fernández
- Laura Secades
- Luis Serrano
- Nacho Zurrón
- Irene Tamargo
- Ana Valverde
- María Luengo
- Marco Rodríguez
- Cecilia Iglesias
- Verónica López
- Paloma Fernández
- Ana Blanco
- Eva Fresneda
- Laura Vila
- Juan Luis Mas